# Vinsensius Setiawan Triatmojo

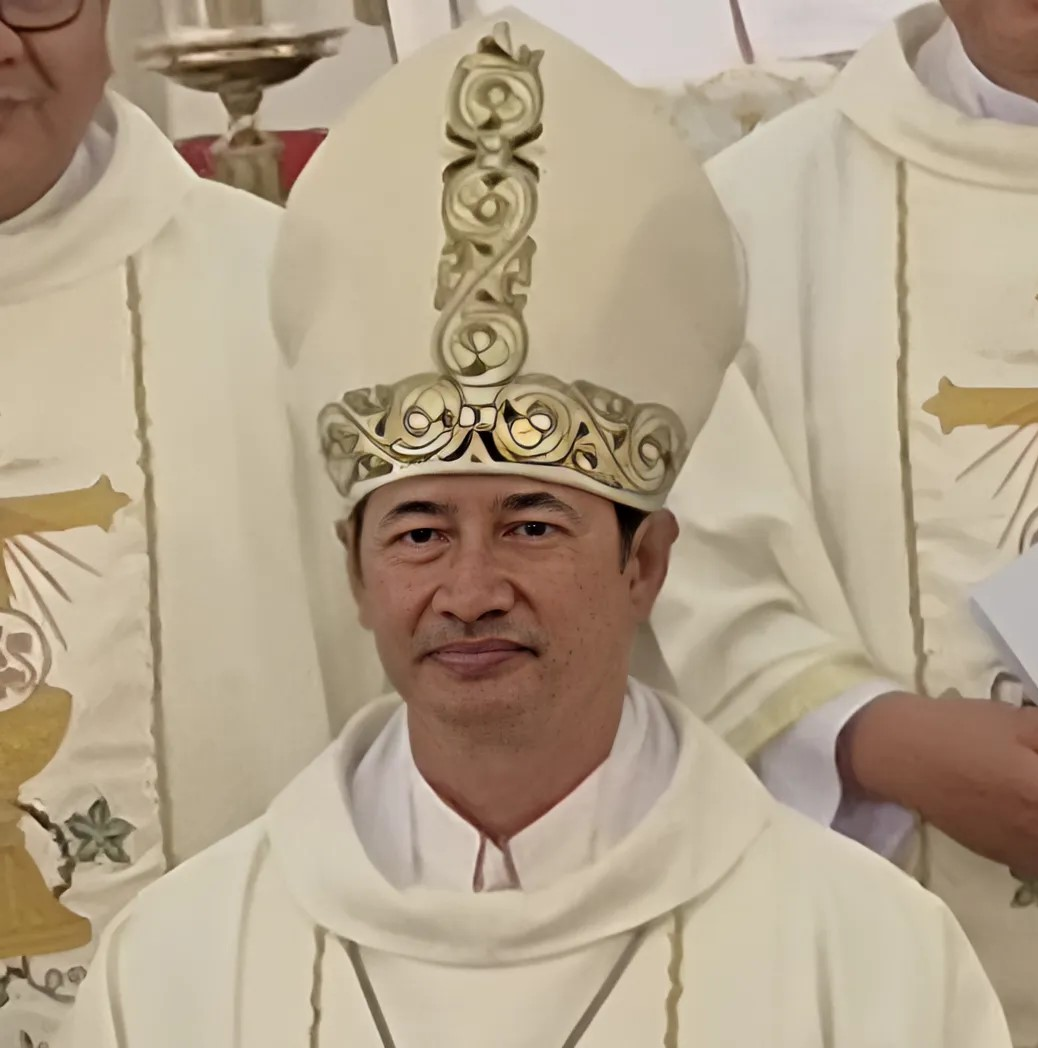
Vinsensius Setiawan Triatmojo (2024)

Vinsensius Setiawan Triatmojo (* 5. April 1971 in Sindang Jati, Sumatra) ist ein indonesischer Geistlicher und römisch-katholischer Bischof von Tanjungkarang.

## Leben
Vinsensius Setiawan Triatmojo besuchte zunächst das Knabenseminar in Palembang und studierte anschließend Philosophie und Theologie am interdiözesanen Priesterseminar in Pematang Siantar. Am 25. Januar 2000 empfing er das Sakrament der Priesterweihe für das Erzbistum Palembang.
Neben verschiedenen Aufgaben in der Pfarrseelsorge war er von 2003 bis 2009 Präsident der diözesanen Jugendkommission. Von 2005 bis 2009 war er in der Kanzlei des Erzbistums tätig und zudem Ehebandverteidiger und Notar des Diözesangerichts. Von 2006 bis 2009 war er Dompfarrer an der Kathedrale von Palembang. Anschließend studierte er bis 2014 am Institut Catholique de Paris und erwarb hier das Lizenziat in Theologie. Ab 2015 war er Präsident der Diözesankommissionen für die Liturgie, die Katechese und die biblische Pastoral. Außerdem war er erzbischöflicher Zeremoniar.
Am 17. Dezember 2022 ernannte ihn Papst Franziskus zum Bischof von Tanjungkarang. Der Erzbischof von Palembang, Yohanes Harun Yuwono, spendete ihm am 1. Mai des folgenden Jahres in der Kirche Ratu Damai (Königin des Friedens) in Tanjungkarang die Bischofsweihe. Mitkonsekratoren waren der emeritierte Erzbischof von Palembang, Aloysius Sudarso SCI, und der Erzbischof von Medan, Kornelius Sipayung OFMCap.